# 生物半衰期
生物半衰期（英語：Biological Half-Life）是一個物質（如代謝物、藥、訊息分子、放射性核種）失去一半的藥理、生理、或放射性效應所需的時間。通常這個詞用來描述肝、腎或排泄過程將物質自身體中清除的效率。在臨床上，半衰期可以用來描述血漿中某個物質的濃度減半的時間（血漿半衰期）。生物半衰期和血漿半衰期的關係可能非常複雜，取決於那是什麼物質，有的物質可能在組織中纍積、和血漿蛋白結合、和代謝物或受器互動。
生物半衰期是藥代動力學的重要參數，常用的代表符號是{\displaystyle t_{\frac {1}{2}}}。
有別於物放射性同位素衰變的半衰期，生物半衰期的反應速率並不是固定的常數，而是依據更複雜的化學動力學，可以用速率方程描述。

## 速率方程

### 零級消除
有些情況下每單位時間固定量的物質被消除，例如當酒精在人體內已達到肝臟代謝飽和的情況，單位時間內只能分解固定濃度的酒精。在此情況下，半衰期和初始濃度A0成正比、和零級消除常數k0成反比：
{\displaystyle t_{\frac {1}{2}}={\frac {A_{0}}{2k_{0}}}\,}

### 一級消除
在一級消除的情況下，濃度變化是一個指數下降的過程，單位時間中固定比例的物質被消除。於是在施用某個劑量後，物質的血漿濃度如下：
{\displaystyle C_{t}=C_{0}e^{-kt}\,}
- Ct 是經過時間t之後的濃度
- C0 是初始濃度，即t=0的濃度
- k 是消除速率常數，即單位時間內消除的藥物比例

消除速率常數和半衰期的關係是：
{\displaystyle k={\frac {\ln 2}{t_{\frac {1}{2}}}}\,}
半衰期由清除率CL（Clearance）和分布體積VD決定：
{\displaystyle t_{\frac {1}{2}}={\frac {{\ln 2}\cdot {V_{D}}}{CL}}\,}
在臨床上，這表示在給藥、停藥或改變劑量後，要經過半衰期的4~5倍時間才夠讓藥物的血漿濃度達到穩定值。例如地高辛的半衰期是24~36小時，則調整藥物劑量時要過一週才有最好的效果。所以半衰期較長的藥物（例如胺碘酮半衰期約58天）通常會用起始劑量來加速其效果。

## 常見物質的生物半衰期

### 水
水在人體內的半衰期約7~14天，受每個人的行為影響，例如大量攝取酒精會降低水的半衰期。這可以用來淨化被超重水汙染的人，加速體內的水份被乾淨的水取代。

### 酒精
人體分解酒精的速率受限於肝臟中的酒精去氫酶，所以酒清的生物半衰期常常是零級反應。此速率因人而異。有時候速率控制步驟會和其他物質的相同，例如甲醇氧化成有毒的甲醛和甲酸的步驟，所以在甲醇中毒時，可以用乙醇來減緩之。乙二醇中毒也可以用相同的方式處理。

### 常見藥物
| 物質                      | 生物半衰期                                               |
| ------------------------- | -------------------------------------------------------- |
| 腺苷                      | <10 秒                                                   |
| 去甲腎上腺素              | 2 分鐘                                                   |
| 奧沙利鉑                  | 14 分鐘                                                  |
| 沙丁胺醇                  | 1.6 小時                                                 |
| 扎来普隆（Zaleplon）      | 1~2 小時                                                 |
| 嗎啡                      | 2~3 小時                                                 |
| 美沙酮                    | 15 小時至3 天，少數情況可高達8 天                        |
| 苯妥英                    | 12–42 小時                                               |
| 丁丙諾啡（Buprenorphine） | 16–72 小時                                               |
| 氯硝西泮                  | 18–50 小時                                               |
| 地西泮                    | 20–100 小時（其有效代謝物去甲西泮nordazepam為1.5–8.3 天) |
| 氟西泮                    | 0.8–4.2 天 (其有效代謝物desflurazepam為1.75–10.4 天)     |
| 多奈哌（Donepezil）       | 約70小時                                                 |
| 氟西汀                    | 4–6 天 (其有效脂溶性代謝物為4–16 天)                     |
| 度他雄胺（Dutasteride）   | 5週                                                      |
| 胺碘酮                    | 25-110天                                                 |
| 貝達喹啉（Bedaquiline）   | 5.5月                                                    |

### 金屬
對於有些物質，應該把人體分開成不同部位來看，不同部位對相同的物質會有不同的親合性和半衰期。試圖將物質自生物體中完全去除可能會造成局部的負擔上升。例如鉛中毒的人服用EDTA進行螯合治療，雖然可以提高鉛的溶解度，有助於經尿液排除，但過程中鉛也更容易進中央神經系統造成損害。
- 釙：30~50天。
- 銫：1~4月。要縮短半衰期可以服用普魯士藍，會在消化系統中進行離子交換，釋放鉀離子的同時吸收銫離子。
- 甲基汞：65天。
- 鉛：血液中28~36天[9][10]，骨骼中10年。
- 鎘：骨骼中30年。
- 鈽：骨骼中約100年，肝臟中約40年。